# Megachile elizabethae
Megachile elizabethae är en biart som beskrevs av Charles Thomas Bingham 1897. Megachile elizabethae ingår i släktet tapetserarbin, och familjen buksamlarbin. Inga underarter finns listade i Catalogue of Life.